# キャスト・アウェイ
『キャスト・アウェイ』（Cast Away）は、2000年のアメリカ合衆国のサバイバルドラマ映画。
監督・製作はロバート・ゼメキス、脚本はウィリアム・ブロイルズ・ジュニアが務め、トム・ハンクス、ヘレン・ハント、ニック・サーシーが出演している。
フェデックスのシステムエンジニアを乗せた飛行機が太平洋で墜落し、無人島に辿り着いた彼が帰還するまでの4年間の姿を描いている。
興行収入は4億2960万ドルを記録し、主演のトム・ハンクスはアカデミー主演男優賞にノミネートされた。

## ストーリー

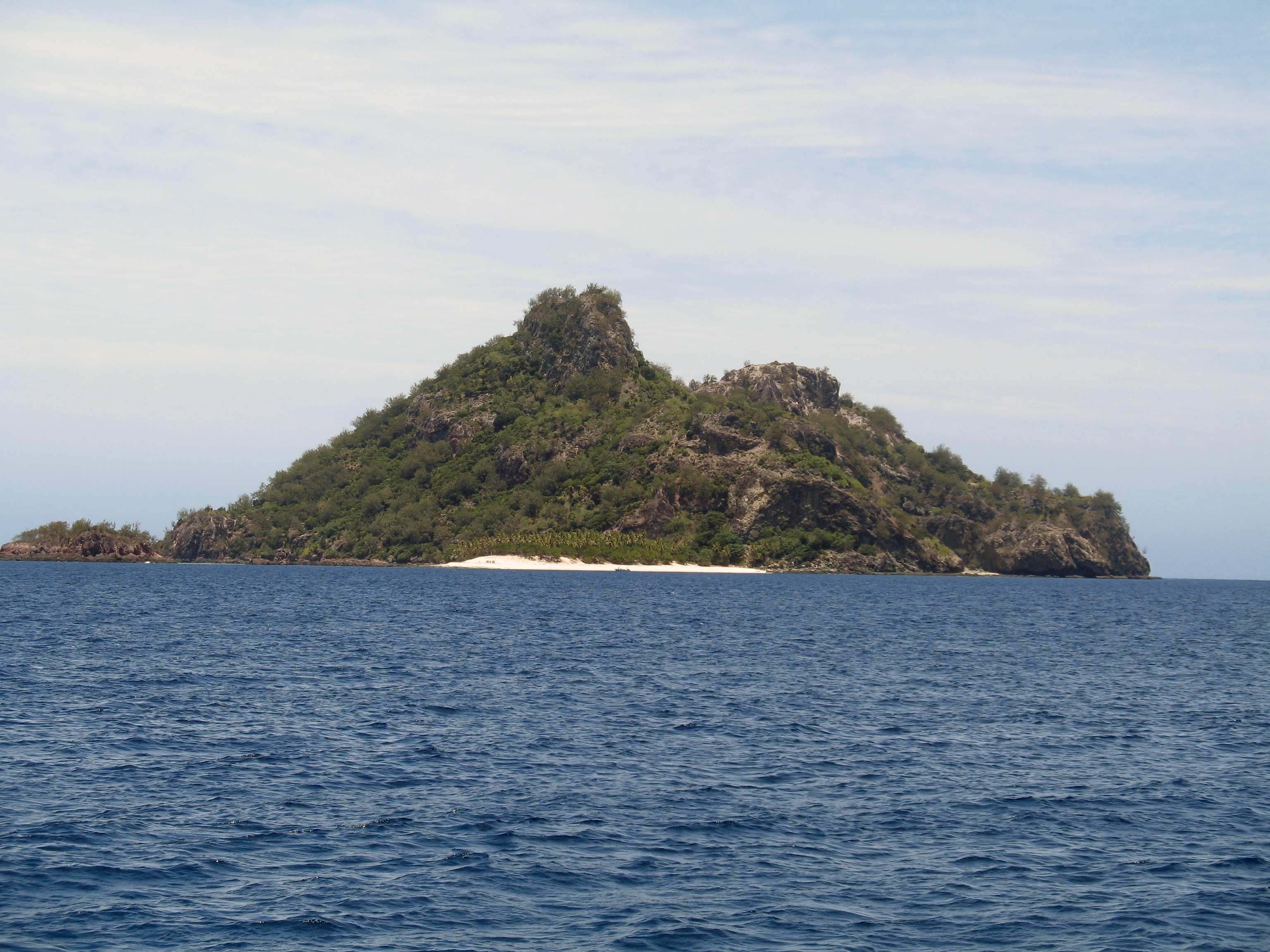
撮影地のモヌリキ島

1995年12月。チャック・ノーランド（トム・ハンクス）はフェデックス倉庫の生産性解決に世界中を飛び回るシステムエンジニアである。彼はテネシー州メンフィス在住のケリー・フレアーズ（ヘレン・ハント）と長年付き合っている。親族と過ごすクリスマスの最中、チャックはマレーシアでのトラブル解決のため呼び出される。ところが悪天候のため、彼の乗った貨物機は太平洋に墜落してしまう。彼は沈みゆく機体からただ一人脱出し、緊急用救命ボートに乗り込み意識を失う。
一夜明け気付くと、チャックはある島の海岸に漂着していた。彼が島を探検すると、無人島であることが判明する。墜落機の積荷が何箱も海岸に漂着する。はじめは、救助信号を砂浜に描き、救命ボートの残骸で脱出を試みるが、高波に阻まれ失敗する。食料・水・住処となるべき場所を探し、荷物の箱を開封して使えそうな物を選り分ける。ただ一つ、天使の羽が描かれた箱だけは開けずにおく。火を起こす時に手に負った怪我に怒り、ウイルソン製のバレーボールを投げつける。表面に付いた血痕を利用してボールに顔を描き、ウィルソンと名付け話友達とする。ある夜、自分が見つかるには救助機はテキサス州の2倍の広さを捜索する必要があると判明し、救出の希望を失う。
4年後。チャックは槍で魚を獲り火も使い慣れるなど、島の不便な暮らしに適応している。ウィルソンには絶えず話しかけ、時には当たり散らすなど、ボールが唯一の仲間となっている。ある日、仮設トイレの板が流れ着き、それを帆にして筏を作ることを決める。航海に適した天候を見計らい、ウィルソンを従え島から脱出し、高波も突破する。しばらく漂流した後、暴風雨に襲われ筏は骨組みだけとなる。翌日、眠っている間にウィルソンは海に落ち、筏から遠退いて行く。目を覚ましたチャックが後を追いかけるが、命綱の範囲では手が届かず救出を断念する。筏に戻りウィルソンを失ったことに慟哭する。その後、漂流中に通りかかった貨物船に発見され救出される。
元の社会に戻り、チャックは奇跡の生還者として周囲の祝福を受けるも、遭難中に自分が故人となっていたことを知る。親族は葬式を済ませ、ケリーはチャックの歯科医ジェリー・ロベット（クリス・ノース）と再婚し娘がいる。やがてケリーと再会し互いに愛を確かめるが、ケリーには新しい家庭があり、元の生活には戻れないことを知り、念を残しつ保管していた車を受け取り走り去る。後を追いかけてきたケリーを送り返す。その足で同僚のスタン（ニック・サーシー）を訪れ、遭難からそれまでの経緯を語る。
しばらく後、チャックは別のバレーボールを手に入れ、天使の羽の箱を送り主ベッティーナ・ピーターソン（ラリ・ホワイト）に届けにテキサス州カナディアンに向かう。届け先不在のため、感謝するメモ書きを添えて戸口に箱を置いて去る。十字路にて行き先に迷っていると、親切な女性が車を止め道案内をする。彼女が走り去る際、チャックは箱と同じ天使の羽が車の後部に描かれていることに気付く。一人になったチャックは各行き先を眺め、それから女性の車が走り行く方を見て穏やかに微笑む。

## キャスト
※括弧内は日本語吹替
- チャック・ノーランド - トム・ハンクス（井上和彦）
- ケリー・フレアーズ - ヘレン・ハント（勝生真沙子）
- スタン - ニック・サーシー（石塚運昇）
- ベッカ・トウィグ - ジェニファー・ルイス（片岡富枝）
- ユーリ - ピーター・フォン・バーグ（鈴木清信）
- ジェリー・ロベット - クリス・ノース（諸角憲一）
- ベッティーナ・ピーターソン - ラリ・ホワイト（英語版）（松本梨香）
- アルバート・“アル”・ミラー - ヴィンス・マーティン（英語版）（菅生隆之）
- 本人役 - フレッド・スミス（英語版）（大木民夫）

## スタッフ
- 監督 - ロバート・ゼメキス
- 脚本 - ウィリアム・ブロイルズ・ジュニア
- 製作 - スティーヴ・スターキー、トム・ハンクス、ロバート・ゼメキス、ジャック・ラプケ
- 製作総指揮 - ジョーン・ブラッドショウ
- 撮影監督 - ドン・バージェス
- 美術 - リック・カーター
- 編集 - アーサー・シュミット
- 作曲・指揮 - アラン・シルヴェストリ
- 衣装 - ジョアンナ・ジョンストン
- VFXスーパーバイザー - ケン・ローストン
- VFX - ソニー・ピクチャーズ・イメージワークス
- サウンドデザイン - ランディ・トム
- アソシエイトプロデューサー - スティーヴン・J・ボイド
- キャスティング - ヴィクトリア・バロウズ

## 製作

### 撮影
1999年1月18日から撮影がスタートするが、2か月後に撮影が中断した。2000年4月3日から撮影が再開され、1か月後に完了した。主演のトム・ハンクスは役作りのために体重を23キログラム増量し、撮影の大半が終了した後に「数年間無人島で暮らした姿」を作るために体重を減量し、さらに髪と髭を伸ばした。この役作りのために前述の通り撮影が一時中断された。また、最後の帰還シーンを撮影する前に4か月間撮影が中断されている。中断期間中、監督のロバート・ゼメキスは『キャスト・アウェイ』のスタッフを動員して『ホワット・ライズ・ビニース』を撮影した。舞台となる無人島のシーンは、フィジーのママヌザ諸島にあるモヌリキ島で撮影された。
フェデックスは撮影に全面協力し、メンフィス・ロサンゼルス・モスクワの貨物集積所での撮影を許可した他、飛行機・トラック・制服を撮影チームに提供した。『キャスト・アウェイ』はフェデックス社の飛行機で死亡事故が発生する描写があったが、同社の基本理念やグローバルな事業展開、為せば成るの精神などを強調した脚本が同社では評価された。製作に関してフェデックスは2年以上にわたり関与しており、また製作側の依頼で同社CEOフレッド・スミスが本人役で出演することになり、メンフィス本社で撮影されたチャックの帰還セレモニーのシーンに登場している。フェデックスは作中のプロダクトプレイスメントについては金銭の支払いはしていなかったが、映画公開後にアジア・ヨーロッパでのブランド認知度が上昇したという。

### 音楽
映画音楽の作曲はアラン・シルヴェストリが手掛けている。無人島のシーンでは音楽や鳥・虫などの鳴き声が挿入されていないが、ゼメキスによると、これはチャックの無人島における孤立感を強める意図があったという。公式サウンドトラックは歴代のゼメキス作品、シルヴェストリ作曲作品を集めたアンソロジーCDとなっており、『キャスト・アウェイ』の楽曲はエンディングテーマのみが収録されている。

### バレーボールのウィルソン
作中に登場するバレーボールのウィルソンは、チャックが作り出した擬人化イマジナリーフレンドであり、無人島での4年間の生活の中におけるチャックの相棒である。ウィルソンはスポーツ用品製造企業ウイルソン・スポーティング・グッズにちなんで名付けられ、ウィリアム・ブロイルズ・ジュニアによって創造された。彼は脚本の構想を練る中で、サバイバル専門家に相談して1週間カリフォルニア湾の孤立した浜辺に自分を置き去りにしてもらい、一人で小屋を確保して水・食料を探す経験をした。その際、海岸に流れ着いたバレーボールを見てウィルソンのインスピレーションを得たと語っている。脚本上の観点からは、登場人物が一人しかいない状況で違和感なくチャックに台詞を言わせる役割を果たしている。
映画で使用したバレーボールはオークションに出品され、フェデックスオフィスの元CEOケン・メイが1万8500ドルで落札したと言われているが、これは事実ではない。『キャスト・アウェイ』の公開後、ウイルソン・スポーティング・グッズは自社製品がトム・ハンクスと「共演」したことに着目したプロモーションを展開し、ウィルソンの顔を再現したバレーボールを販売した。このバレーボールは公開時に限定販売されたが、現在でも同社公式ウェブサイトで販売している。

## 評価

### 興行収入
『キャスト・アウェイ』は北米2774劇場で上映され、公開週末の興行収入は2890万ドル（1館平均1万412ドル）を記録した。クリスマス休暇の4日間で3990万ドルの興行収入を記録している。その後も好調な興行収入を維持し、最終興行収入は国内2億3360万ドル、海外1億9600万ドル、合計4億2960万ドルを記録している。

### 批評
Rotten Tomatoesには157件の批評が寄せられ支持率89%、平均評価7.4/10となっており、「欠点もあるが魅力的な『キャスト・アウェイ』は知的な脚本、ロバート・ゼメキスの最も成熟した演出、そしてトム・ハンクスの見せ場のある演技を提供している」と批評している。Metacriticでは32件の批評に基づき73/100のスコアを与え、CinemaScoreでは「B」評価となっている。
シカゴ・サンタイムズのロジャー・イーバートは3/4の星を与えてトム・ハンクスの「『キャスト・アウェイ』の上映時間の2/3の時間を一人で担った素晴らしい仕事」を高く評価し、「決して無理をせず、あり得ないシチュエーションでも常に説得力があり、スクリーン上に誰もいない中で身振り手振りを通して私たちの共感を得た」と批評したが、一方で「強くてシンプルなストーリーが不必要で複雑な要素に囲まれ、ラストで期待を裏切り、無理矢理な気まぐれで終わるという欠点がある」と指摘している。

### 受賞・ノミネート
| 映画賞                                | 部門                                       | 対象                                                                         | 結果       | 出典   |
| ------------------------------------- | ------------------------------------------ | ---------------------------------------------------------------------------- | ---------- | ------ |
| 第73回アカデミー賞                    | 主演男優賞                                 | トム・ハンクス                                                               | ノミネート | [ 25 ] |
| 第73回アカデミー賞                    | 録音賞                                     | ランディ・トム、トム・ジョンソン、デニス・S・サンズ、ウィリアム・B・カプラン | ノミネート | [ 25 ] |
| 第54回英国アカデミー賞                | 主演男優賞                                 | トム・ハンクス                                                               | ノミネート | [ 26 ] |
| 第6回クリティクス・チョイス・アワード | 無生物賞                                   | ウィルソン                                                                   | 受賞       | [ 27 ] |
| 第58回ゴールデングローブ賞            | 映画部門 主演男優賞 (ドラマ部門)           | トム・ハンクス                                                               | 受賞       | [ 28 ] |
| 2001年MTVムービー&TVアワード          | アクションシークエンス賞                   | 飛行機墜落シークエンス                                                       | ノミネート |        |
| 2001年MTVムービー&TVアワード          | キス賞                                     | トム・ハンクス、ヘレン・ハント                                               | ノミネート |        |
| 2001年MTVムービー&TVアワード          | デュオ賞                                   | トム・ハンクス、ウィルソン                                                   | ノミネート |        |
| 2001年MTVムービー&TVアワード          | 演技賞                                     | トム・ハンクス                                                               | ノミネート |        |
| 第7回全米映画俳優組合賞               | 主演男優賞                                 | トム・ハンクス                                                               | ノミネート | [ 29 ] |
| 第44回グラミー賞                      | 最優秀インストゥルメンタル作曲賞           | アラン・シルヴェストリ「Cast Away End Credits」                              | 受賞       |        |
| 第23回スティンカーズ最悪映画賞        | 最も苛立たしいプロダクト・プレイスメント賞 | フェデックスとウィルソン                                                     | 受賞       | [ 30 ] |